# Gotländsk hättemossa
Gotländsk hättemossa (Orthotrichum rogeri) är en bladmossart som beskrevs av Bridel 1812. Gotländsk hättemossa ingår i släktet hättemossor, och familjen Orthotrichaceae. Enligt den svenska rödlistan är arten akut hotad i Sverige. Arten förekommer i Svealand. Arten har tidigare förekommit i Götaland, Gotland och Öland men är numera lokalt utdöd. Artens livsmiljö är jordbrukslandskap, skogslandskap. Inga underarter finns listade i Catalogue of Life.